# Jorhat (huyện)
Huyện Jorhat là một huyện thuộc bang Assam, Ấn Độ. Thủ phủ huyện Jorhat đóng ở Jorhat. Huyện Jorhat có diện tích 2851 ki lô mét vuông. Đến thời điểm năm 2001, huyện Jorhat có dân số 1009197 người.